# 爬形類
爬形類（はけいるい、Reptiliomorpha）あるいは爬虫形類（はちゅうけいるい）、爬虫様類（はちゅうようるい）は、脊椎動物の一群である。爬虫類に類似した両生類、または有羊膜類とそれに関連する四肢動物を指す分類学上の名称。
この言葉は1934年にスウェーデンの古生物学者Gunnar Säve-Söderberghによって、ペルム紀の爬虫類に似た迷歯類の総称として造られたが、結局アメリカの古生物学者アルフレッド・ローマー (Alfred Sherwood Romer) が提唱した炭竜類 Anthracosauria という学名に取って代わられた。
リンネ式分類学を取り入れた考え方では上目のランクを与えられ、絶滅種である爬虫類的両生類のみを含む。爬形上目は石炭紀に現れ、石炭紀中期には真の爬虫類が生まれていたにもかかわらず、ペルム紀中期までは陸上でも繁栄し続けた。陸生種が絶滅した後も生存した水生種もほとんどがP-T境界を越えることができず、クロニオスクス科が三畳紀初期まで生き延びたのみである。
1990年代に分岐学が盛んになると、再びこの用語が使われるようになる。ファイロコードでは、更にそれから進化した有羊膜類全てを含む、非常に大きな単系統群である。

## 下位分類
以下はLaurin & Reisz (1997) による。
- 四肢動物上綱 Tetrapoda
  - 爬形上目 Reptiliomorpha
    - カエロラキス科 Caerorhachidae
    - トコサウルス科 Tokosauridae
    - クロニオスクス目 Chroniosuchia
      - クロニオスクス科　Chroniosuchidae

    - エムボロメリ目 Emblomeri
      - エオヘルペトン科　Eoherpetontidae
      - アンスラコサウルス科　Anthracosauridae
      - プロテロギリヌス科　Proterogyrinidae
      - エオギリヌス科　Eogyrinidae
      - アルケリア科　Archeriidae

    - セイムリア形目 Seymouriamorpha
      - コトラッシア科　Kotlassiidae
      - ディスコサウリスクス科 Discosauriscidae
      - セイムリア科 Seymouriidae
        - シームリア Seymouria
        - ソレノドンサウルス Solenodonsaurus
        - ウェストロティアナ Westlothiana

  - （階級なし）コティロサウルス形目 Cotylosauria
    - ディアデクテス目 Diadectomorpha
      - リムノスケリス科　Limnoscelidae
      - ディアデクテス科 Diadectidae
        - ディアデクテス Diadectes

    - 有羊膜類